# Antoine Hippolyte Cros
Antoine Hippolyte Cros (Lagrasse, 10 de mayo de 1833 - París, 1 de noviembre de 1903), médico cirujano francés, pretendiente al trono del ficticio del Reino de la Araucanía y la Patagonia bajo el nombre de Antonio II.

## Biografía
Antoine-Hippolyte Cros nació en Lagrasse, en Francia el 10 de mayo de 1833. Hijo del filósofo Simon O. Cros (1803 - 1876) y Josephine Thor, nieto del gramático A. Cros (1769 - 1844), hermano del inventor del fonógrafo, Charles Cros (1842  - 1888) y del artista Henry Cros (1840-1907); Antoine Hippolyte casó en París, a 5 de marzo de 1856, con Leonilda Méndez de Texeira, de origen portugués. 
Fruto del enlace, nació Laure Thérèse Cros, el 22 de diciembre de 1856.
Recibió el título de doctor en medicina el año de 1857; destacando en su labor como médico personal del emperador Pedro II de Brasil (1831 - 1889).
El 25 de junio de 1885, Antoine Hippolyte se divorcia de Leonilda Méndez e Texeira, para contraer matrimonio civil con Frederica Runzli, el 21 de marzo de 1888. 
Falleció en la comuna de Asnières, cerca de París (hoy Asnières-sur-Seine) el 1 de noviembre de 1903. Sus exequias fueron celebradas en la iglesia de Sainte-Geneviève Asnières y el entierro tuvo lugar en el cementerio de Montmartre.

### Pretendiente al trono de Araucania
Antoine Hippolyte Cros fue declarado pretendiente al trono de Araucania por el "consejo del reino" después de la muerte de Achille Laviarde el 6 de marzo de 1902 (Achille Laviarde afirmó ser el Rey de Araucania por un testamento en su favor que habría sido escrito por Antoine de Tounens).
El 27 de agosto de 1873, el Tribunal Penal de París dictaminó que Antoine de Tounens, el primer rey de Araucanía y Patagonia, no justificó su estado como soberano.
Los pretendientes al trono de la Araucanía y la Patagonia son llamados monarcas y soberanos de la fantasía, «teniendo solo fantasiosas pretensiones de un reino sin existencia legal y sin reconocimiento internacional».